# Prasinocyma laticostata
Prasinocyma laticostata là một loài bướm đêm trong họ Geometridae.